# Radu Dunăreanu
Actorul RADU DUNĂREANU, pe numele sau adevărat Virgil Constantin, s-a născut la Galați, pe data de 3 iunie 1926 si a incetat din viata la Bucuresti, pe 23 martie 2006.
Numele de scena -Radu Dunăreanu- i-a fost dat de însăși  Maria Tănase, datorită faptului că era de la Dunăre (Galați).
A jucat in numeroase piese de teatru si filme, dintre care cele mai cunoscute sunt: Pădurea spânzuraților și cele din seria cu Mărgelatu (în care a interpretat rolul revoluționarului Cezar Bolliac)

## Filmografie
- Telegrame (1960)
- Valurile Dunării (1960)
- Pădurea spînzuraților (1965)
- Castelanii (1967)
- Meandre (1967)
- Aurel Vlaicu (1978)
- Vlad Țepeș (1979)
- Clipa (1979)
- Falansterul (1979)
- Drumul oaselor (1980) - Cezar Bolliac
- Burebista (1980) - amiralul grec Ahilodor, comandantul pieței orașului Dionysopolis
- Ștefan Luchian (1981)
- Saltimbancii (1981)
- Un saltimbanc la Polul Nord (1982)
- Plecarea Vlașinilor (1983)
- Misterele Bucureștilor (1983) - Cezar Bolliac
- Dragostea și revoluția (1983)
- Întoarcerea Vlașinilor (1984)
- Masca de argint (1985) - Cezar Bolliac
- Colierul de turcoaze (1986) - Cezar Bolliac
- Totul se plătește (1987) - Cezar Bolliac
- Drumeț în calea lupilor (1990)